# Джерело Б/н (урочище «Підділ»)
Джерело Б/н (урочище «Підділ») — гідрологічна пам'ятка природи місцевого значення в Україні. Розташована в межах Рахівського району Закарпатської області, між містом Рахів та селом Вільховатий, в урочищі «Підділ», за 700 м від центральної садиби Карпатського біосферного заповідника і Музея екології гір та історії природокористування в Українських Карпатах. 
Площа 0,5 га. Статус надано згідно з рішенням Закарпатського облвиконкому від 23.10.1984 року № 253. Перебуває у віданні ДП «Рахівське ЛДГ» (Рахівське лісництво, кв. 6, вид 31). 
Статус надано з метою збереження джерела мінеральної води. Вода вуглекисла, гідрокарбонатна, хлоридонатрієва. Мікроелементи — марганець, метало-борна кислота. Для лікування захворювань органів травлення. 

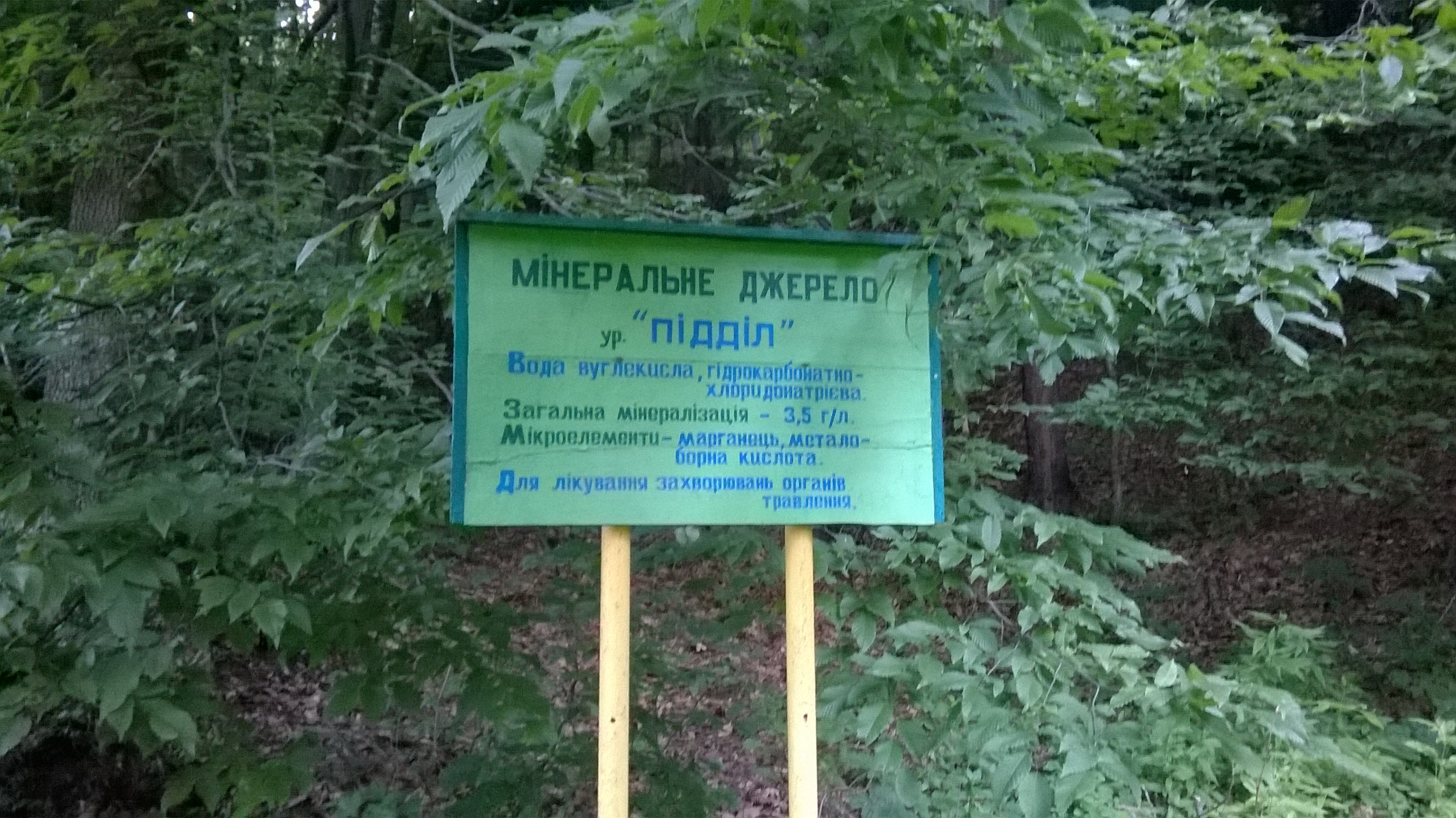
Інформаційна таблиця